# Морея голубоглазковая
Море́я голубогла́зковая (лат. Moraéa sisyrínchium) — травянистое клубнелуковичное многолетнее растение, вид рода Морея (Moraea) семейства Ирисовые.

## Ботаническое описание

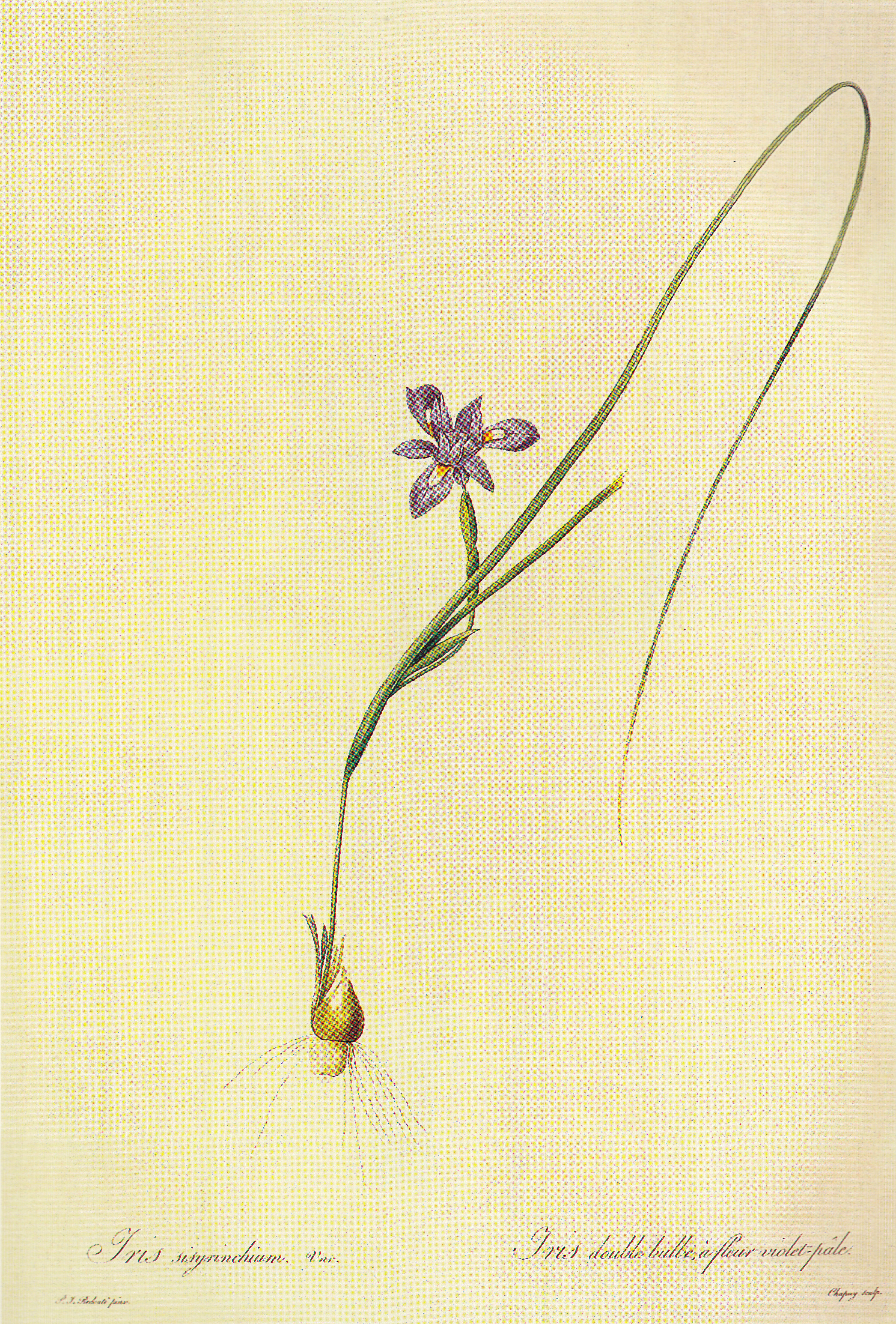
Ботаническая иллюстрация Пьера-Жозефа Редуте из книги Les Liliacées, 1802—1816

Имеет подземные шарообразные клубни длиной от 1,5 до 3 см, окружённые фиброзными оболочками. Стебли высотой от 5 до 40 см.
Листьев один или два, растут у основания, прямые или изогнутые, длиной 10—50 см, от 2 до 7 ммв ширину, загибаются и заворачиваются в процессе сушки.
Соцветие обычно состоит из нескольких цветков от синего до фиолетового цвета. Три внешних лепестка отогнуты, имеют белое или жёлтое пятно и неопушённые. Их длина от 2 до 3,5 см и ширина от 4 до 10 мм. Три внутренних лепестка немного короче в вертикальном положении. Цветёт с марта по май.
Капсулы(?) 20×5 мм. Семена длиной 1,5 мм, грушевидные, коричневые.

## Распространение и среда обитания
Вид распространён в Северной Африке (Алжир, Египет, Ливия, Марокко, Тунис), Азии (Кувейт, Оман, Саудовская Аравия, Афганистан, Кипр, Египет,Иран, Ирак, Израиль, Иордания, Ливан, Сирия, Турция, Таджикистан, Туркменистан, Узбекистан, Пакистан), Европе (Греция, включая остров Крит, Италия, включая Сардинию, Сицилию, Франция, включая Корсику, Португалия, Гибралтар, Испания, включая Балеарские острова).
Произрастает на лугах, пастбищах и скалах.